# Tebtynis
Tebtynis (Τεβτυνις) is een archeologische locatie en antieke Griekse nederzetting in het zuiden van de Fayoemvallei in Egypte. Het is ontstaan rond 1800 v.C. en is vandaag bekend als Tell Umm el-Baragat. Het dorp is bekend door de vele papyri die er zijn opgegraven.

## Situering
Tebtynis is gelegen in de Fayoemvallei. Deze vallei is een vruchtbare oasis in het midden van de woestijn ten zuiden van Caïro en ten westen van de Nijl. In deze vallei situeren zich vele antieke dorpen en steden. Tebtynis ligt op ongeveer 100km van Caïro en 30km van de Nijl ter hoogte van de stad Beni Suef.

## Archeologische opgravingen
In en rond Tebtynis zijn tientallen papyri teruggevonden die door het droge woestijnklimaat van de Fayoemvallei bewaard gebleven zijn. Deze papyri gaan over verschillende uiteenlopende onderwerpen die ons een beter inzicht geven over het leven van een gewone burger van die periode.

## Archieven
Er zijn verschillende archieven met opgegraven papyri uit Tebtynis:

### Tempelbibliotheek
Eén archief bevat vele papyri uit een tempel van Tebtynis.
In een bibliotheek van een tempel zijn naar schatting ongeveer 400 papyri, uit 322 v.C. tot 299 n.C., teruggevonden die uiteenlopende onderwerpen hebben. Slechts 207 papyri zijn momenteel uitgegeven.
De helft van de papyri zijn godsdienstige teksten. Ze bestaan uit handboeken van priesters, handboeken voor rituelen, religieuze poëzie, educatief materiaal en zelfs enkele documenten over magie.
Een kwart van de papyri bestaat uit verhalend materiaal. Ze bevatten verhalen over farao's en mythen. Het laatste kwart van het archief bevat wetenschappelijke teksten: teksten over voorspellingen, astronomie, astrologie en wijsheden.

### Administratief archief (Grapheion)
Twee verschillende archieven vermelden de aanwezigheid van een administratief archief of grapheion.
Het eerste archief bevat papyri van 20 v.C. en 56 n.C. waarvan 186 over officiële zaken van het grapheion, beheerd door Apion en zijn zoon Kronion, zoals contracten en rapporten. Zes andere papyri gaan over private interesses van Kronion.
Het tweede archief bevat 5 papyri van 112 n.C. tot 139 n.C. De papyri zijn een oude soort van testamenten. Op een van deze testamenten staat een notitie van Appolonius alias Lurius, het toenmalig hoofd van het grapheion.

### Graanschuur
Eén archief vermeld de aanwezigheid van een graanschuur in Tebtynis.
De vier papyri van 155 v.C. tot 153 v.C. zijn geschreven door kapiteins die in de haven van Kaine, een havenstad ten oosten van Tebtynis, belastingsgraan hebben ingeladen. Ze vermelden dat het graan aan hun geleverd is door Petaherpsenesis, het hoofd van de graanschuur (sitologos) van Tebtynis.

### Contracten, registers en betalingsbewijzen
Eén archief van 47 papyri is teruggevonden in het omhulsel van gemummificeerde krokodillen uit een graf uit Tebtyins. Vroeger gebruikte men vaker gebruikt papier voor het maken van mummies waardoor er soms stukken van teksten in teruggevonden zijn.
Vele van de papyri uit dit archief zijn gefragmenteerd en dus zeer moeilijk te lezen. Toch hebben de archeologen de papyri kunnen indelen in drie categorieën: Contracten, registers en betalingsbewijzen. Deze papyri gaan over de burgers van Tebtynis maar ook van andere omliggende dorpen zoals Kerkeosiris en Theogonis.